# Єйтс (округ, Нью-Йорк)
Шаблон:StateAbbr_ 42°38′ пн. ш. 77°06′ зх. д. / 42.64° пн. ш. 77.1° зх. д.
Округ Єйтс (англ. Yates County) — округ (графство) у штаті Нью-Йорк, США. Ідентифікатор округу 36123.

## Історія
Округ утворений 1823 року.

## Демографія
За даними перепису 
2000 року 
загальне населення округу становило 24621 осіб, зокрема міського населення було 6616, а сільського — 18005.
Серед мешканців округу чоловіків було 12016, а жінок — 12605. В окрузі було 9029 домогосподарств, 6284 родин, які мешкали в 12064 будинках.
Середній розмір родини становив 3,08.
Віковий розподіл населення поданий у таблиці:
| Стать    | До 15 років | 15-21 | 22-29 | 30-39 | 40-49 | 50-65 | 65-85 | Понад 85 |
| -------- | ----------- | ----- | ----- | ----- | ----- | ----- | ----- | -------- |
| Чоловіки | 2781        | 1339  | 861   | 1523  | 1739  | 2091  | 1528  | 154      |
| Жінки    | 2561        | 1494  | 936   | 1594  | 1836  | 2049  | 1804  | 331      |

## Суміжні округи
- Сенека — схід
- Скайлер — південь
- Стубен — південний захід
- Онтаріо — північний захід

## Виноски
1. ↑  U.S. Decennial Census. United States Census Bureau. Архів оригіналу за 26 квітня 2015. Процитовано 8 січня 2015.
2. ↑  Historical Census Browser. University of Virginia Library. Архів оригіналу за 11 серпня 2012. Процитовано 8 січня 2015.
3. ↑  Forstall, Richard L., ред. (27 березня 1995). Population of Counties by Decennial Census: 1900 to 1990. United States Census Bureau. Архів оригіналу за 19 лютого 2015. Процитовано 8 січня 2015.
4. ↑  Census 2000 PHC-T-4. Ranking Tables for Counties: 1990 and 2000 (PDF). United States Census Bureau. Архів (PDF) оригіналу за 18 грудня 2014. Процитовано 8 січня 2015.
5. ↑  State & County QuickFacts. United States Census Bureau. Архів оригіналу за 6 червня 2011. Процитовано 13 жовтня 2013. [Архівовано 2011-06-06 у Wayback Machine.](англ.) Наведено за англійською вікіпедією.
6. ↑  American FactFinder. Бюро перепису населення США. Архів оригіналу за 26 лютого 2012. Процитовано 31 січня 2008. [Архівовано 2008-05-21 у Wayback Machine.]

| США | Це незавершена стаття з географії США. Ви можете допомогти проєкту, виправивши або дописавши її. |